# Sauvessanges
Sauvessanges település Franciaországban, Puy-de-Dôme megyében. Lakosainak száma 531 fő (2022. január 1.). Sauvessanges Usson-en-Forez, Craponne-sur-Arzon, Saint-Jean-d’Aubrigoux, Medeyrolles és Viverols községekkel határos.

## Népesség
A település népessége az elmúlt években az alábbi módon változott:
| Lakosok száma | 501  | 506  | 522  | 527  | 528  | 529  | 530  | 531  | 531  |
|               | 2013 | 2015 | 2016 | 2017 | 2018 | 2019 | 2020 | 2021 | 2022 |